# 門之園恵美
門之園 恵美（かどのその めぐみ、1970年4月28日 - ）は、日本の女性アニメーター、キャラクターデザイナー。大阪府出身。別名義に「MEKI」「megumi」がある。

## 経歴
代々木アニメーション学院を卒業後、ムー・フィルム（フェニックス・エンタテインメントの前身）へ入社。上京してアダルトアニメ『超神伝説うろつき童子』で動画デビューし、フリーランスの原画マンとなった後は後藤圭二と結婚。やがて後藤と共に出会ったきむらひでふみとの3人でgimikを結成し、現在に至る。

## 主な参加作品

### テレビアニメ
- 魔法のプリンセス ミンキーモモ （1992年：原画）※海モモ、原画デビュー作
- ヤダモン （1993年：原画）
- メタルファイター・MIKU （1994年：原画）
- 魔法騎士レイアース （1994-1995年：原画・作画監督）
- 怪盗セイント・テール （1995年：原画・作画監督）
- 機動戦艦ナデシコ （1996年：原画・作画監督・OP原画）
- 爆れつハンター （1996年：原画・作画監督）
- 赤ちゃんと僕 （1996年：原画・作画監督）
- 名探偵コナン （1996年：原画）
- 勇者指令ダグオン （1997年：原画）
- 吸血姫美夕 （1997年：キャラクター設定・作画監督）
- 少女革命ウテナ （1997年：作画監督）
- LEGEND OF BASARA （1998年：サブキャラクターデザイン）
- ジェネレイターガウル （1998年：作画監督・原画）
- アキハバラ電脳組 （1998年：作画監督）
- SHADOW SKILL -影技- （1998年：原画）
- 火魅子伝 （1999年：キャラクターデザイン）
- ベターマン （1999年：作画監督）
- 女神候補生 （2000年：OP作画）
- ゲートキーパーズ （2000年：作画監督）
- 学校の怪談 （2000年：原画）
- 新白雪姫伝説プリーティア （2001年：作画監督）
- HELLSING （2001年：作画監督補）
- スクライド （2001年：ED原画）
- 激闘!クラッシュギアTURBO （2001年：原画）
- アクエリアンエイジ Sign for Evolution （2002年：OP原画・ED原画）
- キディ・グレイド （2002年：キャラクターデザイン・総作画監督）
- ぴたテン （2002年：OP原画）
- ちょびっツ （2002年：OP原画）
- D・N・ANGEL （2003年：作画監督・原画）
- PEACE MAKER鐵 （2003年：原画）
- マリア様がみてる （2004年：原画）
- うた∽かた （2004年：キャラクターデザイン・総作画監督）
- ぺとぺとさん （2005年：OP原画）
- ふしぎ星の☆ふたご姫 （2005年：原画）
- 地獄少女 （2005年：OP原画）
- SHUFFLE! （2005年：ED原画）
- 鍵姫物語 永久アリス輪舞曲 （2006年：OP原画）
- BLACK CAT （2006年：原画）
- アイシールド21 （2006年：第3期OP原画）
- ARIA The NATURAL （2006年：原画・作画監督）
- 西の善き魔女 Astraea Testament （2006年：OP原画）
- 格闘美神 武龍 REBIRTH （2006年：原画）
- ふしぎ星の☆ふたご姫 Gyu! （2006年：ED原画）
- NANA （2006年：作画監督・原画・第3期OP原画）
- コードギアス 反逆のルルーシュ （2007年：OP原画）
- ハヤテのごとく! （2007年：第1期ED原画）
- 機神大戦ギガンティック・フォーミュラ （2007年：キャラクター原案・ED作画監督）
- アイドルマスター XENOGLOSSIA （2007年：原画）
- ナイトウィザード The ANIMATION （2007年：原画）
- 逆境無頼カイジ （2007年：OP原画）
- イタズラなKiss （2008年：第1期ED原画、第2期ED絵コンテ・原画）
- 絶対可憐チルドレン （2008年：第1期ED原画）
- ヴァンパイア騎士 （2008年：OP原画）
- スキップ・ビート! （2008年：OP原画）
- 喰霊 -零- （2008年：作画監督・原画）
- ケメコデラックス! （2008年：原画）
- 超時空ロボMEGURU（2008年：原画）
- しゅごキャラ!!どきっ （2009年：第2期OP原画）
- 黒神 The Animation （2009年：第2期OP原画）
- キディ・ガーランド （2009年：キャラクターデザイン・ED作画監督）[2]
- 俺の妹がこんなに可愛いわけがない （2010年：原画）
- GOSICK -ゴシック- （2011年：ED原画）
- 異国迷路のクロワーゼ The Animation （2011年：原画）
- スイートプリキュア♪ （2011年：原画）
- 四月は君の嘘 （2015年：作画監督）
- はんだくん（2016年：OP原画）
- うたの☆プリンスさまっ♪ マジLOVEレジェンドスター（2016年：OP原画）
- 進撃の巨人Season 2（2017年：OP原画）
- 天使の3P!（2017年：OP原画）
- ド級編隊エグゼロス（2020年：OP原画）

### 劇場アニメ
- 劇場版 魔法陣グルグル （1996年：原画）
- 魔法学園LUNAR! 青い竜の秘密 ₋すっぽこ魔法作戦₋ （1997年：原画）
- オシャレ魔女♥ラブandベリー しあわせのまほう （2007年：キャラクターデザイン・総作画監督）
- キディ・グレイド 劇場版三部作 （2007年：キャラクターデザイン・総作画監督）
- 劇場版CLANNAD （2007年：キャラクターデザイン）
- 映画 Yes!プリキュア5 鏡の国のミラクル大冒険! （2007年：原画）
- 映画 ハートキャッチプリキュア! 花の都でファッションショー…ですか!? （2010年：原画）
- 劇場版 鬼滅の刃 無限列車編 （2020年：原画）

### OVA
- 超神伝説うろつき童子 （1989年：動画）※18禁、動画デビュー作
- ジャイアントロボ THE ANIMATION -地球が静止する日 （1992年：動画）
- それゆけ!宇宙戦艦ヤマモト・ヨーコ （1996年：原画）
- レイアース （1997年：キャラクターデザイン）※キャラクターデザインデビュー作
- 青山剛昌短編集2 （1999年：原画）
- KIRARA （2000年：作画監督）
- Z.O.E 2167 IDOLO （2001年：原画）
- ゲートキーパーズ21 （2002年：OP原画）
- 遙かなる時空の中で2-白き龍の神子- （2004年：原画）
- 撲殺天使ドクロちゃん （2005年：原画）
- ARIA The OVA 〜ARIETTA〜 （2007年：原画）
- エア・ギア 黒の羽と眠りの森 -Break on the sky- （2011年：作画監督）

### 書籍
- ジェミニ・ナイヴ （キャラクターデザイン）